# Чивенга, Константино
Константино Гувейа Доминик Ньикадзино Чивенга (шона Constantino Guveya Dominic Nyikadzino Chiwenga, род. 25 августа 1956, Ведза, Южная Родезия), при рождении Константине Гувейа Чивенга (шона Constantine Guveya Chiwenga) — зимбабвийский военный и политический деятель, генерал армии. С 28 декабря 2017 года — Первый вице-президент Зимбабве. В ноябре 2017 года, возглавляя вооружённые силы страны, устроил успешный государственный переворот.

## Биография
Одноклассниками Чивенга были несколько в будущем зимбабвийских военных. После тренировок в Мозамбике принял участие в войне в Родезии (на стороне ZANLA) в 1970-х, а затем сделал карьеру в армии.

### Государственный переворот 2017 года
Верные Чивенга и его соратникам войска и бронетехника вошли в Хараре и заняли некоторые объекты. Генерал зачитал обращение к нации. Последовал ряд арестов функционеров ZANU-PF, среди схваченных оказался министр финансов Зимбабве Игнациус Чомбе. Затем появились сообщения об аресте и самого Мугабе с супругой. 28 декабря 2017 года Чивенга был назначен Первым вице-президентом Зимбабве.

### Покушение
23 июня 2018 года был ранен в результате террористического акта в городе Булавайо во время речи президента Мнангагвы.